# Jekaterina Konstantinova (1995)
Jekaterina Igorevna Konstantinova (Russisch: Екатерина Игоревна Константинова) (Sint Petersburg, 13 oktober 1995) is een Russische shorttrackster.
Konstantinova rijdt sinds 2014 mee in grote internationale wedstrijden. Haar eerste grote succes was de Europese titel met de Russische relayploeg op de Europese kampioenschappen shorttrack 2015. In de daaropvolgende jaren won ze nog meerdere wereldbeker-, EK-, en WK-medailles op dat onderdeel, en vertegenwoordigde ze ook de Olympische atleten uit Rusland op de Olympische Winterspelen 2018 als onderdeel van de relayploeg.
Individueel is de bronzen medaille op de Europese kampioenschappen shorttrack 2017 haar grootste succes.